# Curtuișeni, Bihor
Curtuișeni (în maghiară Érkörtvélyes, colocvial Körtvélyes) este satul de reședință al comunei cu același nume din județul Bihor, Crișana, România.

## Istoric
Localitatea este menționată documentar pentru prima oară în anul 1342.
Pe teritoriul satului au fost descoperite în anul 1968 vestigii din epoca bronzului (topoare, seceri, brățări) și urmele unei cetăți geto-dacice din sec. II-I î.C., în care s-au găsit arme de fier, obiecte de podoabă, ustensile din bronz, ceramică etc. 

## Date economice
- Stație de cale ferată.
- Viticultură.

## Monumente
- Ruinele unei biserici romanice,
- Biserica Reformată-Calvină, din sec.XVIII.
- Biserica Greco-Catolică "Sf. Nicolae", din 1844.